# Max Glauert
Maximilian (Max) Glauert (4 oktober 1985) is een Duits golfprofessional. Hij is verbonden aan de Golfschule Niesing.
Glauert speelde als amateur in het Golf Team Germany. Hij werd in 2009 professional. Op de EPD Tour won hij een paar toernooien, en in 2012 speelde hij op de Europese Challenge Tour.

## Gewonnen
EPD Tour
- 2011: Pfaffing Golf Classic  (-15), Sueno Pines Classic (-3)
- 2012: Gloria New Course Classic (-10)